# Pinckard
Pinckard är en kommun (town) i Dale County i Alabama. Orten har fått namn efter läraren J.O. Pinckard. Vid 2010 års folkräkning hade Pinckard 647 invånare.